# Ben Roethlisberger
Benjamin Todd Roethlisberger Sr. (Lima, Ohio, Estados Unidos; 2 de marzo de 1982), más conocido como Ben Roethlisberger, es un exjugador profesional de fútbol americano. Jugaba en la posición de quarterback y desarrolló toda su carrera en los Pittsburgh Steelers de la National Football League (NFL). Retirado en el 2021 y se espera su inducción al salón de la fama.

## Carrera

### Universidad

#### Estadísticas
| Año   | Equipo     | Partidos | Partidos | Partidos | Pase | Pase  | Pase | Pase   | Pase | Pase | Pase | Pase | Carrera | Carrera | Carrera | Carrera |
| Año   | Equipo     | PJ       | PT       | Récord   | Comp | Att   | Pct  | Yds    | Avg  | TD   | Int  | Att  | Yds     | Avg     | TD      |         |
| ----- | ---------- | -------- | -------- | -------- | ---- | ----- | ---- | ------ | ---- | ---- | ---- | ---- | ------- | ------- | ------- | ------- |
| 2001  | Miami (OH) | 12       | 12       | 7-5      | 241  | 381   | 63,3 | 3105   | 8.1  | 21   | 2    | 120  | 189     | 1.6     | 3       |         |
| 2002  | Miami (OH) | 12       | 12       | 7-5      | 271  | 428   | 63,3 | 3238   | 7.6  | 22   | 11   | 82   | 54      | 0.7     | 1       |         |
| 2003  | Miami (OH) | 14       | 14       | 13-1     | 342  | 495   | 69,1 | 4486   | 9.1  | 37   | 10   | 67   | 111     | 1.7     | 3       |         |
| Total | Total      | 38       | 38       | 27-11    | 854  | 1,304 | 65.5 | 10.829 | 8.3  | 80   | 23   | 269  | 354     | 1.3     | 7       |         |

Durante su estancia en los ReadHawks de Miami conoció a los que fueron sus futuros mentores Sebastián Said y Sebastián Garcia quienes lo guiaron paso a paso en su carrera como colegial hasta su llegada a la NFL. Tuvo un desempeño excepcional en el football colegial lo que lo llevó a ser el pick número 1 del draft del 2004.

### NFL

#### Pittsburgh Steelers
Roethlisberger fue seleccionado por Pittsburgh Steelers en la posición número 11 del Draft de 2004 llevado a cabo en el mes de abril. El 4 de agosto de 2004 Roethlisberger firmó su contrato por seis temporadas y 22 millones de dólares.
Otro logro personal de Roethlisberger fue el de ser el primer QB de la historia en ser nombrado rookie del año. Esto gracias a que en su primer año pudo llevar a su equipo a una marca de 15 victorias y solo 1 derrota (considerando que en la derrota no jugó como titular, entró por el lesionado QB Tommy Madox en el tercer cuarto). Lanzó 17 pases de TD en su primera campaña como profesional, en temporada regular, con un Rating de 98.1.
El 1 de febrero de 2009 Ben Roethlisberger consiguió su segundo Super Bowl, y el 6.º para los Steelers, convirtiéndose así en el equipo con más Super Bowls ganados, al derrotar a los Arizona Cardinals, por marcador de 27-23 en el Super Bowl XLIII.
Tras quedar suspendido los primeros cuatro juegos de la temporada del 2010 por el comisionado de la NFL por conducta impropia Roethlisberger lleva a los Steelers a ganar el campeonato de la División Norte de la AFC con marca de 12-4. Los Steelers descansan el los juegos de Wild Cards y en la ronda divisional, dejan en el camino a los Baltimore Ravens (12-4) de Joe Flacco con marcador de 31-24.
El juego de campeonato de la AFC contra de los New York Jets (11-5) de Mark Sánchez en la casa de los Steelers el, Heinz Field. Al final de cuentas los Steelers derrotan, en un duro duelo, a los Jets por 24-19 y enfrentaron a los Green Bay Packers en el Super Bowl XLV donde perdieron los Steelers 31 a 25.
En el Super Bowl XLV celebrado el 6 de febrero de 2011 en el Cowboys Stadium, los Steelers sufren una amarga y gran derrota de 31 - 25 a manos de los Green Bay Packers comandados por el Qb.Aaron Rodgers.

## Estadísticas

### Temporada regular
| Año   | Equipo | Partidos | Partidos | Partidos | Pase | Pase | Pase | Pase   | Pase | Pase | Pase | Pase  | Carrera | Carrera | Carrera | Carrera |
| Año   | Equipo | PJ       | PT       | Récord   | Comp | Att  | Pct  | Yds    | Avg  | TD   | Int  | Rate  | Att     | Yds     | Avg     | TD      |
| ----- | ------ | -------- | -------- | -------- | ---- | ---- | ---- | ------ | ---- | ---- | ---- | ----- | ------- | ------- | ------- | ------- |
| 2004  | PIT    | 14       | 13       | 13-0     | 196  | 295  | 66,4 | 2621   | 8,9  | 17   | 11   | 98,1  | 56      | 144     | 2.6     | 1       |
| 2005  | PIT    | 12       | 12       | 9-3      | 168  | 268  | 62,7 | 2385   | 8,9  | 17   | 9    | 98,6  | 31      | 69      | 2.2     | 3       |
| 2006  | PIT    | 15       | 15       | 7−8      | 280  | 469  | 59,7 | 3513   | 7,5  | 18   | 23   | 75,4  | 32      | 98      | 3.1     | 2       |
| 2007  | PIT    | 15       | 15       | 10−5     | 264  | 404  | 65,3 | 3154   | 7,8  | 32   | 11   | 104,1 | 35      | 204     | 5.8     | 2       |
| 2008  | PIT    | 16       | 16       | 12−4     | 281  | 469  | 59,9 | 3301   | 7,0  | 17   | 15   | 80,1  | 34      | 101     | 3,0     | 2       |
| 2009  | PIT    | 15       | 15       | 9−6      | 337  | 506  | 66,6 | 4328   | 8,6  | 26   | 12   | 100.5 | 40      | 82      | 2.1     | 2       |
| 2010  | PIT    | 12       | 12       | 9−3      | 240  | 389  | 61,7 | 3200   | 8,2  | 17   | 5    | 97.0  | 34      | 176     | 5,2     | 2       |
| 2011  | PIT    | 15       | 15       | 11−4     | 324  | 513  | 63,2 | 4077   | 7,9  | 21   | 14   | 90,1  | 31      | 70      | 2,3     | 0       |
| 2012  | PIT    | 13       | 13       | 7−6      | 284  | 449  | 63,3 | 3265   | 7,3  | 26   | 8    | 97,0  | 26      | 92      | 3,5     | 0       |
| 2013  | PIT    | 16       | 16       | 8−8      | 375  | 584  | 64,2 | 4261   | 7,3  | 28   | 14   | 92.0  | 27      | 99      | 3,7     | 1       |
| 2014  | PIT    | 16       | 16       | 11−5     | 408  | 608  | 67,1 | 4952   | 8,1  | 32   | 9    | 103.3 | 33      | 27      | 0,8     | 0       |
| 2015  | PIT    | 12       | 11       | 7−4      | 319  | 469  | 68,0 | 3938   | 8,4  | 21   | 16   | 94.5  | 15      | 29      | 1,9     | 0       |
| 2016  | PIT    | 14       | 14       | 10−4     | 328  | 509  | 64,4 | 3819   | 7.5  | 29   | 13   | 95,4  | 16      | 14      | 0,9     | 1       |
| 2017  | PIT    | 15       | 15       | 12−3     | 360  | 561  | 64,2 | 4251   | 7,6  | 28   | 14   | 93,4  | 28      | 47      | 1,7     | 0       |
| 2018  | PIT    | 16       | 16       | 9−6−1    | 452  | 675  | 67,0 | 5129   | 7,6  | 34   | 16   | 96,5  | 31      | 98      | 3,2     | 3       |
| 2019  | PIT    | 2        | 2        | 0−2      | 35   | 62   | 56,5 | 351    | 5,7  | 0    | 1    | 66,0  | 1       | 7       | 7.0     | 0       |
| 2020  | PIT    | 15       | 15       | 12−3     | 399  | 608  | 65,6 | 3803   | 6,3  | 33   | 10   | 94,1  | 25      | 11      | 0,4     | 0       |
| 2021  | PIT    | 15       | 15       | 8−7      | 360  | 561  | 64,2 | 3496   | 6,2  | 21   | 9    | 87.3  | 17      | 9       | 0,5     | 1       |
| Total | Total  | 248      | 246      | 164-81-1 | 5410 | 8399 | 64,4 | 63.844 | 7.6  | 417  | 210  | 93.6  | 512     | 1.377   | 2,7     | 20      |

### Playoffs
| Temporada | Equipo  | Juegos | Registro | Pases | Pases | Pases | Pases | Pases | Pases | Pases | Pases | Pases  | Acarreos | Acarreos | Acarreos | Acarreos | Acarreos | Fumbles | Fumbles |
| Temporada | Equipo  | Juegos | Registro | Comp  | Int   | Cmp%  | Yds   | YPA   | Largo | TD    | Int   | Índice | Int      | Yds      | Prom     | Lg       | TD       | Fum     | Perd    |
| --------- | ------- | ------ | -------- | ----- | ----- | ----- | ----- | ----- | ----- | ----- | ----- | ------ | -------- | -------- | -------- | -------- | -------- | ------- | ------- |
| 2004      | PIT     | 2      | 1-1      | 31    | 54    | 57.4  | 407   | 7.5   | 34    | 3     | 5     | 61.3   | 9        | 75       | 8.3      | 20       | 0        | 1       | 0       |
| 2005      | PIT     | 4      | 4-0      | 58    | 93    | 62.3  | 803   | 8.6   | 54    | 7     | 3     | 101.7  | 19       | 37       | 1.9      | 10       | 2        | 0       | 0       |
| 2007      | PIT     | 1      | 0-1      | 29    | 42    | 69.0  | 337   | 8.0   | 40    | 2     | 3     | 79.2   | 4        | 13       | 3.3      | 6        | 0        | 1       | 1       |
| 2008      | PIT     | 3      | 3-0      | 54    | 89    | 60.7  | 692   | 7.8   | 65    | 3     | 1     | 91.6   | 5        | 0        | 0.0      | 0        | 0        | 0       | 0       |
| 2010      | PIT     | 3      | 2-1      | 54    | 91    | 59.3  | 622   | 6.8   | 58    | 4     | 4     | 76.4   | 21       | 63       | 3.0      | 1        | 1        | 3       | 1       |
| 2011      | PIT     | 1      | 0-1      | 22    | 40    | 55.0  | 289   | 7.2   | 33    | 1     | 1     | 75.9   | 3        | 15       | 5.0      | 9        | 0        | 0       | 0       |
| 2014      | PIT     | 1      | 0-1      | 31    | 45    | 68.9  | 334   | 7.4   | 44    | 1     | 2     | 79.3   | 2        | 16       | 8.0      | 16       | 0        | 0       | 0       |
| 2015      | PIT     | 2      | 1-1      | 42    | 68    | 61.8  | 568   | 8.4   | 60    | 1     | 0     | 93.1   | 0        | 0        | 0.0      | 0        | 0        | 0       | 0       |
| 2016      | PIT     | 3      | 2-1      | 64    | 96    | 66.7  | 735   | 7.7   | 62    | 3     | 4     | 82.6   | 8        | 11       | 1.4      | 8        | 0        | 0       | 0       |
| Carrera   | Carrera | 20     | 13-7     | 385   | 618   | 62.3  | 4,787 | 7.7   | 65    | 25    | 23    | 84.6   | 71       | 230      | 3.2      | 20       | 3        | 5       | 2       |

### Super Bowl
| Temporada | Equipo  | Rival   | Edición | Resultado | Pases | Pases | Pases | Pases | Pases | Pases | Pases | Pases  | Acarreos | Acarreos | Acarreos | Acarreos | Capturas | Capturas | Fumbles | Fumbles |
| Temporada | Equipo  | Rival   | Edición | Resultado | Comp  | Att   | Pct   | Yds   | YPA   | TD    | Int   | Índice | Att      | Yds      | Prom     | TD       | Cap      | Yds      | Fum     | Perd    |
| --------- | ------- | ------- | ------- | --------- | ----- | ----- | ----- | ----- | ----- | ----- | ----- | ------ | -------- | -------- | -------- | -------- | -------- | -------- | ------- | ------- |
| 2005      | PIT     | SEA     | XL      | G 21-10   | 9     | 21    | 42.86 | 123   | 5.86  | 0     | 2     | 22.6   | 7        | 25       | 3.57     | 1        | 1        | 8        | --      | --      |
| 2008      | PIT     | ARI     | XLIII   | G 27-23   | 21    | 30    | 70.00 | 256   | 8.53  | 1     | 1     | 93.2   | 3        | 2        | 0.67     | 0        | 3        | 22       | --      | --      |
| 2010      | PIT     | GB      | XLV     | P 25-31   | 25    | 40    | 62.50 | 263   | 6.58  | 2     | 2     | 77.4   | 4        | 31       | 7.75     | 0        | 1        | 2        | --      | --      |
| Carrera   | Carrera | Carrera | 3       | 2-1       | 55    | 91    | 60.44 | 642   | 7.05  | 3     | 5     | 66.4   | 14       | 58       | 4.1      | 1        | 5        | 32       | --      | --      |

## Palmarés

### Palmarés
| Equipo(s) | Equipo(s)           | Nacionales | Subtotal | Conferencia      | Conferencia | Subtotal | Total |
| --------- | ------------------- | ---------- | -------- | ---------------- | ----------- | -------- | ----- |
| Equipo(s) | Equipo(s)           | NFL SB     | Subtotal | AFC              | NFC         | Subtotal | Total |
|           | Pittsburgh Steelers |            | 2        | 2005, 2008, 2010 | -           | 3        | 5     |

## Curiosidades
- El primer pase que lanzó fue interceptado por un jugador de los Baltimore Ravens, esto se dio en su primer partido en la NFL, al entrar de cambio después de que Tommy Maddox, el QB titular en ese momento sufriera un esguince de codo durante el partido.

- A mediados de 2006 sufrió un accidente de motocicleta, en el cual se rompió la mandíbula y el hombro izquierdo. Estuvo a punto de morir, pero gracias a que los paramedicos llegaron a tiempo pudieron salvarle la vida, y por consecuencia la temporada siguiente, haya sido su peor temporada hasta el momento.

- El 5 de octubre de 2009 fue gerente invitado del programa Monday Night RAW y estuvo acompañado por sus compañeros de la línea ofensiva de los Steelers (Max Starks, Chris Kemoeatu, Justin Hartwig, Trai Essex, Darnell Stapleton y Willie Colon).[2]

- Es el quarterback más joven en ganar un Super Bowl.

- En 2012, realiza un breve cameo como jugador del equipo ficticio de Gotham en The Dark Knight Rises.

## Problemas extradeportivos
El 5 de marzo de 2010 fue acusado de agresión sexual a una estudiante de Georgia College & State University en la localidad de Milledgeville. La investigación llevada a cabo después, tras varias semanas de rumorología y datos revelados, demostró, según la fiscalía que analizo el caso, que no había evidencias de agresión sexual.
Pese a que Roethlisberger no le fueron imputados cargos, el comisionado de la NFL, Roger Goodell decidió sancionarle con seis partidos de temporada regular sin jugar y sin sueldo ya que no consideraba una conducta adecuada y de ejemplo para una estrella de la NFL. Posteriormente, tras una serie de evaluaciones psicológicas obligatorias, la penalización fue reducida a cuatro partidos.

## Extra Links
- https://twitter.com/SportsCenter/status/526516703803768835La